# 馬田·艾堅遜
馬田·艾堅遜（英語：Martin Atkinson；1971年3月31日—，英格蘭足球球證，現時為英超及國際足協的註冊球證。出生於西約克郡的巴拉福特，亦是West Riding County Football Association成員。
1995年起，艾堅遜便擔任英格蘭足球聯賽助理球證。2005年入選英超球證之列，曾獲委任在一些大賽中執法，包括英格蘭社區盾、足總錦標、英格蘭聯賽盃及英格蘭足總盃決賽等。不過，他常因其執法水準而遭受批評及質疑，曾在多場賽事中有爭議性判決，包括於2011-12球季英格蘭足總盃四強誤將桑馬達的幽靈入球計成入球。另一方面，他也被批評是車路士的「御用球證」以及經常在利物浦的賽事上誤判利物浦，和韋比一起戲稱「利物浦的剋星」(因為在艾堅遜執法下利物浦一場都沒贏過)。